# Valdresmusea
Valdresmusea AS är ett norskt företag, som bildades 2006 för att driva museiverksamhet i Valdres. Valdresmusea driver museerna Bautahaugen Samlinger, Bagn Bygdesamling och Valdres Folkemuseum, samt enligt avtal Gardbergfeltet. Sedan 2008 har Valdsresmusea också haft ansvar för driften av Norsk institutt for bunad och folkedrakt efter avtal med Kulturdepartementet.
Valdresmusea har huvudkontor i Fagernes och har 27 fast anställda. Aktieägare är de sex kommunerna i Valdres: Nord-Aurdal, Sør-Aurdal, Øystre Slidre, Vestre Slidre, Vang och Etnedal.